# Fred Katz
Fred Katz (25. února 1919 New York – 7. září 2013 Santa Monica, Kalifornie) byl americký violoncellista. Měl klasické hudební vzdělání (studoval u Pabla Casalse) a na počátku své kariéru hrál s několika symfonickými orchestry. V letech 1955 až 1958 byl členem kvinteta bubeníka Chica Hamiltona. Své první album jako leader nazvané Soul Cello vydal v roce 1957. během své kariéry spolupracoval i s dalšími hudebníky, mezi které patří Dorothy Ashby nebo Carmen McRae. Zemřel ve svých čtyřiadevadesáti letech na selhání ledvin spojené s rakovinou jater.